# Rue des Récollets (Montréal)
Pour les articles homonymes, voir Rue des Récollets et Récollet (homonymie).

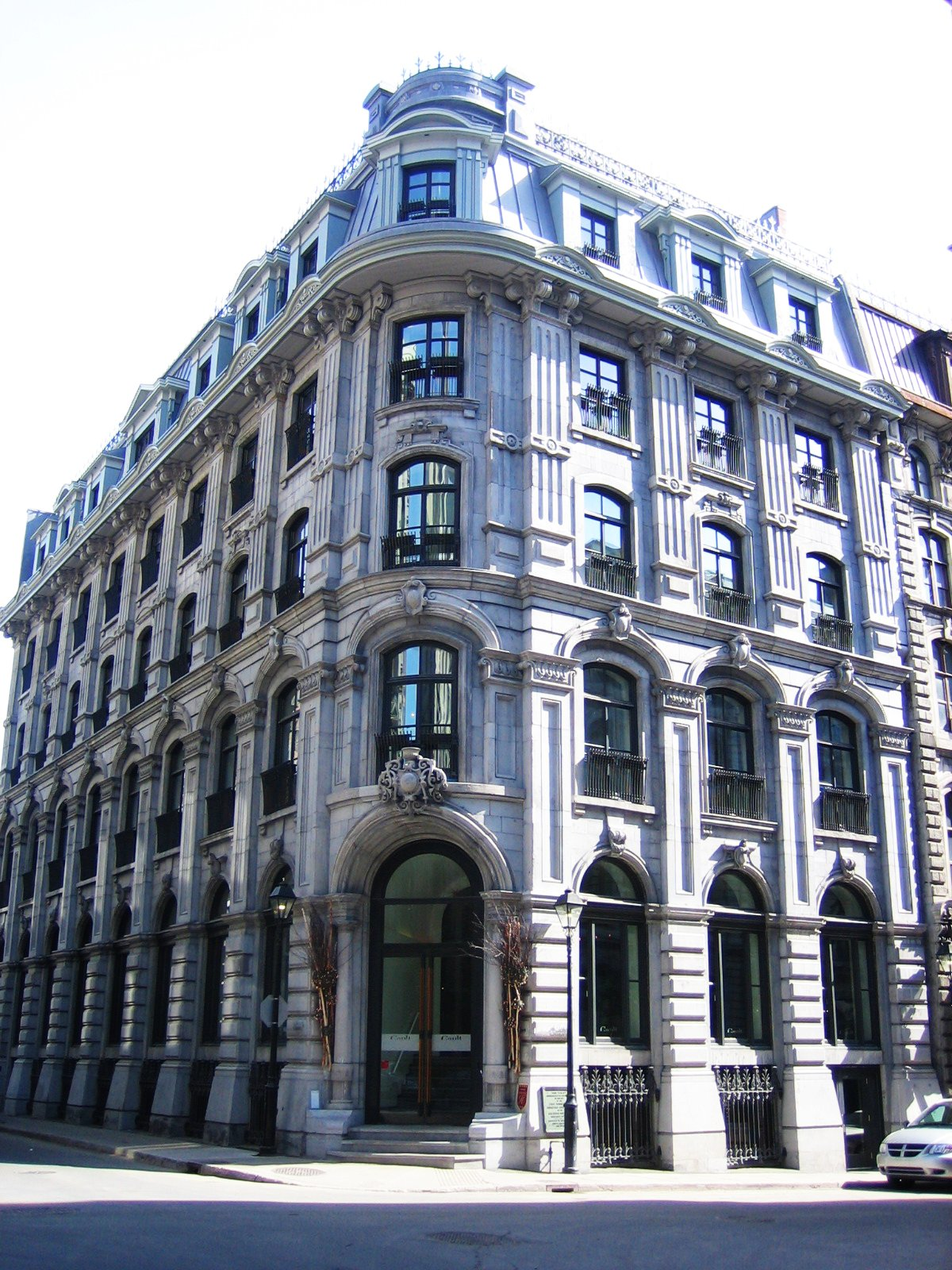
Hôtel Gault, coin Rue des Récollets et Rue Sainte-Hélène. Fut aussi le lieu de la première YMCA nord-américaine (à Montréal)

La rue des Récollets  est une voie de Montréal.

## Situation et accès
D'axe est-ouest, cette petite rue du Vieux-Montréal située dans l'arrondissement Ville-Marie de Montréal, relie la rue Saint-Pierre à la rue McGill. 

## Origine du nom
La rue des Récollets nous rappelle la présence du domaine des Récollets dans cette partie de la ville.

## Historique
Cette rue a été ouverte en même temps que la rue Sainte-Hélène et la rue Le Moyne, à l'intérieur du domaine des Récollets, devenu propriétés des autorités britanniques après la conquête. En 1818, le gouvernement échange l'ancien domaine des Récollets pour obtenir l'île Sainte-Hélène, possédée par Marie Charles Joseph Le Moyne de Longueuil, épouse de Charles William Grant. 
Charles William Grant procède rapidement au lotissement du terrain et à l'ouverture de trois nouvelles rues en 1818: la rue Le Moyne, la rue Sainte-Hélène et la rue des Récollets. En 1820, Grant cède à la Ville de Montréal le terrain de ces trois rues, dont il a choisi les noms afin de rappeler les éléments de la transaction qui a mené à leur création. 